# Tamakawa (Fukushima)
Tamakawa (玉川村 Tamakawa-mura?) es una villa localizada en la prefectura de Fukushima, Japón. En  2020 tenía una población de 6.392 habitantes y una densidad de población de 137 personas por km². Su área total es de 46,67 km².

## Geografía

### Municipios circundantes
- Prefectura de Fukushima
  - Sukagawa
  - Ishikawa
  - Hirata
  - Yabuki
  - Kagamiishi

## Demografía
Según datos del censo japonés, la población de Tamakawa ha disminuido en los últimos años.
| Año del censo | Población |
| ------------- | --------- |
| 1995          | 7.593     |
| 2000          | 7.680     |
| 2005          | 7.602     |
| 2010          | 7.231     |
| 2015          | 6.777     |
| 2020          | 6392      |